# Землетруси 2012 року
Список значимих землетрусів 2012 року.

## Порівняння з попередніми роками
| Магнітуда       | 2000 | 2001 | 2002 | 2003 | 2004 | 2005 | 2006 | 2007 | 2008 | 2009 | 2010 | 2011 | 2012 |
| --------------- | ---- | ---- | ---- | ---- | ---- | ---- | ---- | ---- | ---- | ---- | ---- | ---- | ---- |
| 8 — 9.9         | 2    | 1    | 0    | 1    | 2    | 1    | 2    | 4    | 0    | 1    | 1    | 1    | 2    |
| 7 — 7.9         | 14   | 15   | 13   | 14   | 14   | 10   | 9    | 14   | 12   | 16   | 21   | 19   | 4    |
| 6 — 6.9         | 146  | 121  | 127  | 140  | 141  | 140  | 142  | 178  | 168  | 144  | 151  | 185  | 37   |
| 5 — 5.9         | 1344 | 1224 | 1201 | 1203 | 1515 | 1693 | 1712 | 2074 | 1768 | 1896 | 1963 | 2278 | 533  |
| Всего (5 — 9.9) | 1505 | 1361 | 1341 | 1358 | 1672 | 1844 | 1865 | 2270 | 1948 | 2057 | 2136 | 2483 | 576  |

Слід зазначити, що зростання числа зафіксованих землетрусів не означає зростання самого числа землетрусів. Вдосконалення техніки і зростання числа сейсмологічних станцій дають збільшення кількості зареєстрованих підземних поштовхів.'

## За магнітудою
| № | Магнітуда | Загинуло | Розташування       | Глибина (км) | Дата            |
| - | --------- | -------- | ------------------ | ------------ | --------------- |
| 1 | 8,6       | 5        | Суматра, Індонезія | 22,9         | 11 квітня 2012  |
| 2 | 7,4       | 0        | Ометепек, Мексика  | 20           | 20 березня 2012 |
| 3 | 7,2       | 0        | Суматра, Індонезія | 20,5         | 11 січня 2012   |
| 4 | 7,1       | 0        | Вануату            | 23,1         | 2 лютого 2012   |
| 5 | 7,1       | 0        | Мауле, Чилі        | 35           | 25 березня 2012 |

В список включені землетруси з магнітудою вище 7.

## За місяцями

### Січень
- 1 січня 2012 — в республіці Тива (Росія) двічі протягом доби стався землетрус інтенсивністю 4 бали за шкалою MSK-64. Жертв і руйнувань немає.
- 10 січня 2012 — землетрус магнітудою 7,3 стався біля узбережжя півночі Суматри[7].
- 30 січня 2012 — землетрус магнітудою 5,6 відбувся в Червоному морі поблизу міста Хургади (Єгипет).
- 30 січня 2012 — землетрус магнітудою 6,3 відбувся в Перу на південному сході від міста Іка. Осередок залягав на глибині від 39 до 47 км. Загинула 1 людина, 17 госпіталізовані, більше 1010 отримали травми[8].

### Лютий
- 10 лютого 2012 — у столиці Киргизстану Бішкеку в 12:49 за місцевим часом стався 4-бальний землетрус. Осередок землетрусу розташовувався в північній частині Бішкека, за 20 км на північний схід від міста Шопоков, 26 км на північний захід від міста Кант.
- 26 лютого 2012 — землетрус магнітудою 6,7 в Тиві в Каа-Хемському районі за 100 км на схід від Кизила на глибині 12 км[9]. Інтенсивність землетрусу в епіцентрі — 8-9 балів. Поштовхи відчувалися в Туві, Хакасії, Красноярському краї, Іркутській, Кемеровській, Томській областях, на території Монголії. Жертв немає, спостерігалися відключення електропостачання і незначні пошкодження будівель.

### Березень
- 14 березня 2012 — землетрус в Японії магнітудою 6,9[10]. Оголошена загроза цунамі (висота хвиль до 50 см). Епіцентр розташовувався за 260 кілометрів на південний схід від портового міста Кусіро на острові Хоккайдо. Осередок підземних поштовхів залягав на глибині 10 кілометрів.
- 20 березня 2012 — землетрус в Акапулько, Мексика магнітудою 7,4[4]. Епіцентр землетрусу знаходився на глибині близько 20 кілометрів. Зруйновано сотні будинків, інформація про загиблих не надходила.
- 21 березня 2012 — землетрус в Папуа Нової Гвінеї магнітудою 6,6. Осередок землетрусу залягав на глибині 105,9 км[11].
- 25 березня 2012 — землетрус в Мауле, Чилі магнітудою 7,1. Епіцентр розташовувався на глибині 35 км, за 27 км від міста Талька[6].

### Квітень
- 11 квітня 2012 — Землетрус в Індонезії магнітудою 8,6[12]. Через кілька годин пішов афтершок магнітудою 8,2[13].
- 12 квітня 2012 — стався землетрус в Каліфорнійській затоці магнітудою 6,9[14].

### Травень
- 20 травня — Землетрус у Емілія-Романья магнітудоб 6 балів[15].
- 23 травня — Землетрус на Хоккайдо, Японія магнітудою 6,1 балів. Епіцентр знаходився на глибині 40 кілометрів за 120 км від міста Хакодате[16][17].